# Université au Rwanda
Cette page dresse la liste des universités rwandaises.

## Universités publiques
- Université nationale du Rwanda
- Université du Rwanda

## Universités privées
- Université libre de Kigali
- College of Science and Technology
- Adventist University of Central Africa
- KIM University
- Umutara Polytechnic
- North Gate University
- Premier ECDE Teachers College
- African Leadership University